# Història de l'èuscar

Possible evolució territorial del domini lingüístic del basc en els últims 2.000 anys.

La història de l'èuscar s'analitza des de dos punts de vista diferents: la història interna (els processos de canvi en l'idioma) i la història externa (els canvis en el context sociopolític on es parla la llengua).

## Història interna
La història interna d'una llengua és l'anàlisi diacrònica i sincrònica dels documents d'una llengua. En el cas del basc aquests documents serien les esteles d'Aquitània, els versos de Bernart Etxepare, la Bíblia protestant de Joannes Leizarraga, etc.
La història interna del basc sol classificar-se en aquests períodes:
- Preprotoèuscar: reconstrucció deductiva realitzada, entre d'altres, per Joseba Lakarra, Joaquín Gorrochategui i Iván Igartua, del basc parlat en temps anteriors a l'arribada dels celtes.
- Protoèuscar: reconstrucció realitzada per Koldo Mitxelena (i, en menor mesura, per Larry Trask) del basc parlat des del segle v aC fins a l'any 1 aproximadament.
- Basc arcaic (també anomenat històric o aquità): testimoniat entre els segles I a III en inscripcions llatines o en monedes en tots dos costats dels Pirineus.
- Període fosc (i el basc comú): des del segle IV fins al segle x, amb la consolidació del Regne de Navarra. Entre els segles V-VI es trobaria l'anomenat basc comú, del qual haurien sorgit els dialectes del basc en èpoques posteriors.
- Basc medieval: desenvolupat entre els segles XI-XV, se centra sobretot en fonts documentals monàstiques.
- Basc clàssic: entre els segles XVI-XVIII, es desenvolupa la literatura basca i hi ha els primers testimoniatges dels dialectes literaris i parlats.
- Basc modern: tot i que la literatura a Iparralde no perd importància, aquesta es trasllada a Hegoalde entre els segles XVIII-XX.
- Basc batua: a partir del 1968, la Euskaltzaindia, prenent com a base les directrius de Koldo Mitxelena Elissalt i Luis Villasante (entre altres), comença a adoptar una sèrie de normes a la recerca d'un basc literari unificat, també anomenat basc batua.

## Història externa
La història externa d'una llengua és l'anàlisi històrica basada en la història del poble i zona geogràfica on es parla aquesta llengua.

### Límits del basc i retrocés

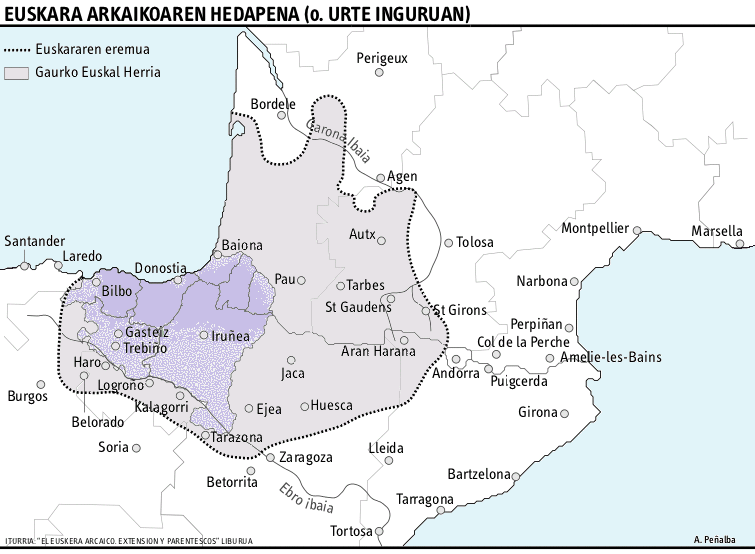
L'extensió del basc arcaic l'any 1 de, segons Luis Núñez Astrain

Des dels darrers tres mil anys (almenys) sembla que el basc ha anat retrocedint, malgrat haver tingut en èpoques medievals moments d'expansió també. Entre molts factors a tenir en compte, el desprestigi que ha sofert n'és un dels més importants, doncs ha eixit perdent davant les llengües romàniques hereves de la tradició llatina, en la majoria de casos.
Altres factors:
- La literatura basca ha estat escassa i poc coneguda, doncs en la majoria de casos s'empraven a Euskal Herria les llengües considerades cultes: llatí, castellà, francés, etc.

- Fins al Concili Vaticà II la litúrgia es feia exclusivament en llatí a Euskal Herria, exceptuant el brot efímer de protestantisme del segle XVI a Iparralde, que donà com a resultat la Bíblia calvinista de Joannes Leizarraga.
- El basc no ha estat llengua oficial de cap divisió administrativa o política.
- No ha estat utilitzada en el sistema escolar fins al s. XIX.

Els límits de l'èuscar en temps antics es corresponien amb:
- A l'est, en el que actualment és Catalunya, es troba presència de topònims bascoides com la Vall d'Aran (aran, 'vall' en basc), la qual cosa ha portat a pensar que el basc es pogué estendre fins a la costa catalana. Del que no hi ha dubte és que els topònims a la província d'Osca no són casuals: Garin, Jabierre, Bellara, Esterri, Ayerbe, Alastuey... A més hi ha documents del segle XIV que afirmen que al mercat de la ciutat d'Osca la gent dels voltants parlava la llengua basca. No obstant això, Manuel Benito Moliner, de l'Institut d'Estudis Altoaragonesos, indica que en el cas del topònim Alastuey l'origen no està en la llengua basca, sinó en les llengües cèltiques.[2]

## Raons de la supervivència del basc
Malgrat la reculada soferta durant els dos darrers mil·lennis, l'èuscar és una de les poques llengües preindoeuropees que ha sobreviscut. Hi ha cinc raons que se subratllen per explicar-ho:
- La desaparició de l'Imperi romà.[3] Si això no hagués ocorregut el llatí imperial hauria desgastat en uns segles la lingua navarrorum, igual que feu amb la resta de llengües, doncs tal era la força del llatí que en la Romània occidental només les llengües atlàntiques (basc, gal·lés, bretó, gaèlic, cornuallés…) i les grecoitàliques del sud d'Itàlia van sobreviure a l'Imperi romà.
- Escàs radi d'influència de les ciutats (Pamplona, Iruña-Veleia i Baiona), per no dir que fou quasi inexistent en el cas de la costa i zones muntanyenques. A banda i banda dels Pirineus la influència occidental que arribava de l'est fou pràcticament inapreciable.
- Rebuig dels reis gots. Als segles posteriors a la caiguda de l'Imperi Romà d'Occident, els vascons no acceptaren de bona gana que les invasions visigòtiques i franques intentassen controlar els seus territoris, i s'hi enfrontaren no sols en termes militars.[4] Aquest punt pot haver estat clau, doncs els visigots foren els qui van imposar el llatí com a llengua franca a la resta de la península Ibèrica, i l'ús de les llengües preromàniques desaparegué amb ells, tret de les zones fora de control visigot.
- Cristianització tardana. Koldo Mitxelena Elissalt ens diu: "Tenint en compte la ruïna que suposà l'expansió del cristianisme en les llengües de cada territori, que el basc haja sobreviscut és una prova més que les creences cristianes s'estengueren tard en aquestes terres". Pel que sembla, a les terres de l'anomenat Saltus Vasconum el cristianisme no arribaria fins al segle x.[4]
- Estructura idiomàtica totalment diferent a les llengües adjacents. Tal vegada actualment això es puga considerar un problema i una basa en contra de la seua supervivència, però en aquella època probablement impedí que el basc fos absorbit per les llengües romàniques o celtiberes en els seus moments d'expansió.

Extensió de les llengües preromàniques

Una de les causes que facilitaven la reculada accelerada del basc als territoris on encara es parlava era l'alt grau de fragmentació dialectal que presentava; en els primers anys del s. XX s'estengué el convenciment que el basc només podria tenir futur com a llengua de comunicació i expressió si s'aconseguia superar la situació de fragmentació amb la creació d'un registre escrit únic reconegut per tot l'àmbit bascoparlant. Així, el procés per a la unificació literària s'inicià al 1918 amb la fundació de la Reial Acadèmia de la Llengua Basca (Euskaltzaindia) i la presentació de diferents propostes: un corrent d'opinió apostava per emprar com a base el "labortà clàssic" d'Axular amb la mateixa funció que va tenir el toscà en la unificació de la llengua italiana, i Federico Krutwig fou el principal defensor d'aquest model seguit per persones com Gabriel Aresti i Luis Villasante. Tot i que en els seus inicis guanyà suports, en acabant la proposta acabà sent rebutjada per la majoria d'escriptors i estudiosos per ser massa lluny de la base sociològica de la llengua. El debat sobre la unificació culminaria al 1968, en la reunió del Santuari d'Arantzazu (Arantzazuko Batzarra) en què la Reial Acadèmia de la Llengua Basca durant la celebració del seu 50é aniversari va decidir promoure formalment l'informe de les Decisions del Congrés de Baiona (Baionako Biltzarraren Erabakiak) del 1964 redactat pel Departament Lingüístic de la Secretaria Basca (Euskal Idazkaritza) de Baiona, recolzat per diferents literats èuscars de la nova Idazleen Alkartea (Associació d'Escriptors) i Ermuako Zina (Jurament d'Ermua) del 1968. Els postulats d'aquest informe es replegaren en la ponència presentada per l'acadèmic Koldo Mitxelena, que s'encarregaria juntament amb Luis Villasante de dirigir el procés d'unificació literària.

## El basc estandarditzat
El resultat seria l'euskera batua (‘basc unificat’ o ‘basc unit’), que és el suport normatiu (o registre) del basc escrit. Es basa en els dialectes centrals del basc com el navarrés, navarrés-labortà i el dialecte central del basc, i està influït pel labortà clàssic del s. XVII, precursor de la literatura basca i llaç d'unió entre els dialectes peninsulars i d'Iparralde.
Aquesta variant, adoptada oficialment a partir del reconeixement de l'autoritat normativa de la Reial Acadèmia de la Llengua Basca per les institucions de Navarra i Euskal Herria, és la potenciada en l'administració, l'ensenyament i els mitjans de comunicació.
Des dels primers anys de la vigència del batua s'ha debatut sobre l'efecte que el batua tindria sobre els dialectes del basc parlat fins a aquesta data. Així, escriptors com Oskillaso i Matías Múgica pensaven que el basc batua i l'impuls institucional que duia a terme seia letal per als dialectes i mataria el "basc autèntic" per la variant unificada, creada artificialment. Altres escriptors, però, com Koldo Zuazo, afirmen que el batua no és més que el registre destinat a usar-se en els àmbits més formals (com l'educació, la televisió pública, els butlletins oficials...) i complementa la resta de dialectes, no els substitueix; argumenta fins i tot que l'extensió del batua ajuda a reforçar els dialectes perquè incideix en la recuperació general de la llengua.

## Literatura basca

### Evolució històrica

#### Primers escrits
D'acord amb alguns estudis epigràfics, la presència del basc al nord de la província de Sòria és anterior a la presència d'una llengua celta i després llatina, això és, anterior a les altres troballes epigràfiques.
Després de les inscripcions sorianes, es considera que els següents texts més antics bascs trobats fins ara són alguns mots en epitafis del segle II a Aquitània, investigats per primera vegada per Achille Luchaire, després per Julio Caro Baroja i Koldo Mitxelena, i més recentment per Joaquín Gorrochategui. Al municipi navarrés de Lerga (Estela de Lerga) es trobà una estela funerària d'època romana amb antropònims autòctons, datada del segle I. Mitxelena defineix el parentiu entre la inscripció de Lerga i l'epigrafia aquitana, així com amb les inscripcions èuscares de la península que es trobarien més tard. És per això que hui es considera que l'aquità és simplement basc antic o basc arcaic.

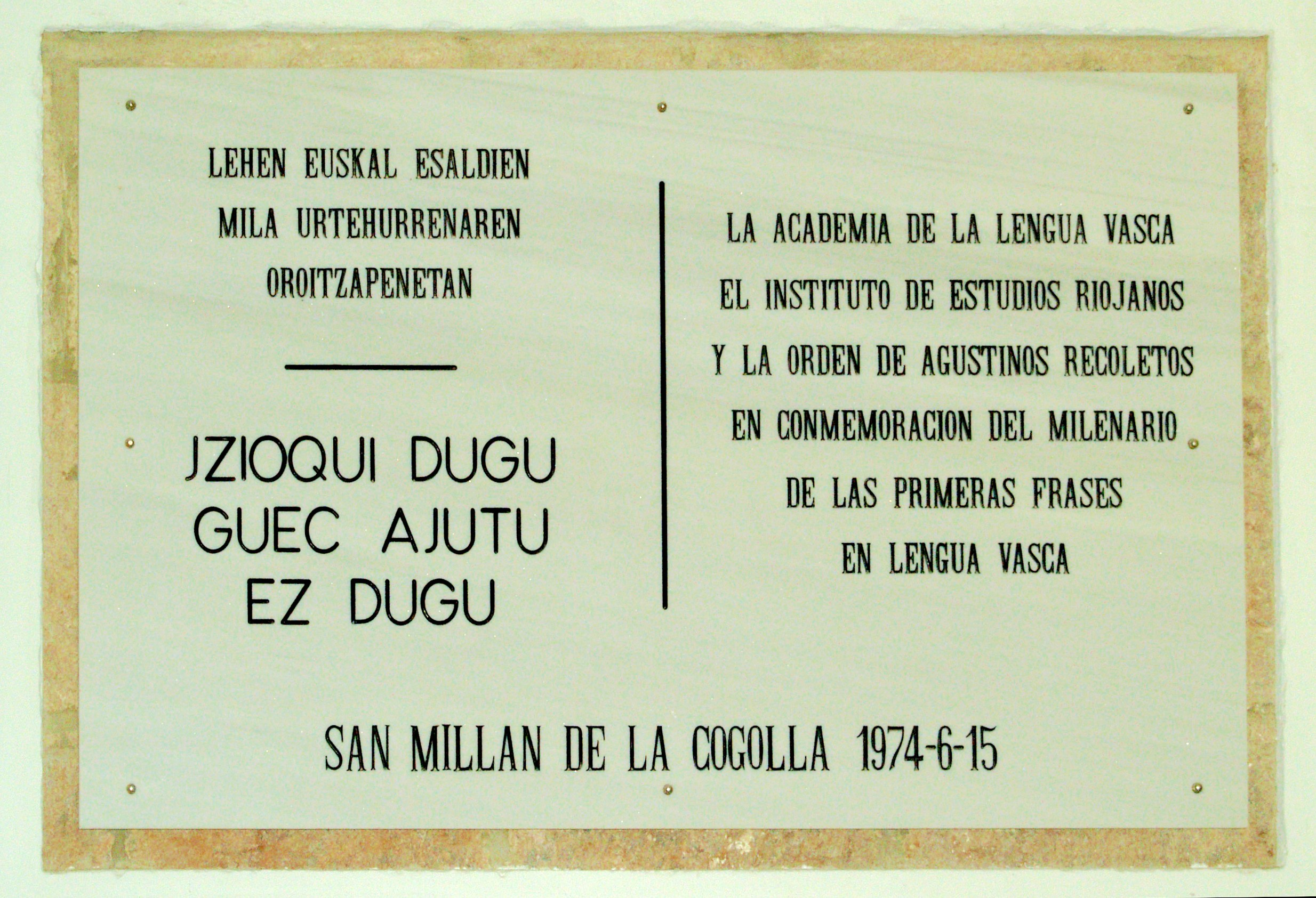
Placa commemorativa de 1974 al Monestir de Yuso (San Millán de la Cogolla, La Rioja) on es trobaren les Glosses Emilianenses que recullen dos texts en basc, considerats els primers texts escrits no epigràfics èuscars

La informació disponible sobre el basc medieval és prou escassa i fragmentària. La major part de la informació sobre el basc medieval prové de l'estudi de la toponímia i l'antroponímia, a més d'alguns pocs mots (com termes jurídics del Fur General de Navarra) i algunes frases curtes. El llatí i les llengües romàniques foren llengües del saber, de les minories cultes i de l'administració oficial civil i eclesiàstica. Però aquells grups també devien conéixer la llengua del poble. Els escrivans empraven el romanç per a escriure, tot i que la llengua d'ús quotidià fos el basc. Del segle xi semblen ser les glosses trobades al monestir de Sant Millán de la Cogolla, a La Rioja, petites anotacions de traducció en un text llatí, les Glosses Emilianenses, escrites en llatí i romanç tret de la 31 i 42 que són frases en algun dialecte desconegut del basc. Aquestes glosses són:
| « | jçioqui dugu guec ajutu eç dugu | nos alegramos, nosotros no tenemos adecuado | » |

No hi ha total acord sobre el significat d'aquestes glosses. La placa commemorativa situada al monestir comet el petit error de reproduir el text amb una grafia modernitzada, usant la lletra zeta, quan en el text original s'observa clarament com a ce trencada. Als primers segles del segon mil·lenni de la nostra era, hi ha referències a l'ús del basc a l'àrea pirinenca. Així, en una escriptura del segle xi, la donació del monestir d'Ollazàbal (Guipúscoa), a més de fórmules llatines, hi ha detalls oferts de les fites del terreny en basc. També se'n troben petjades en una guia per a pelegrins de Santiago de Compostel·la del segle xii, atribuïda a Aimeric Picaud, que inclou un petit vocabulari en basc. Així mateix al 1349, a la ciutat d'Osca es promulga un decret que sanciona als que parlen al mercat en àrab, hebreu o basquenç amb 30 sols de multa.
Conforme avança l'edat mitjana la informació n'és més abundant, encara que no arribem a tenir texts extensos fins als s. XV i XVI. Són de gran interés els fragments de romanços i càntics que citen les cròniques històriques, com el Cantar fúnebre de Milia de Lastur, que recull en les seues Memòries Esteban Garibay al 1596. El Refranys i sentències publicat per la mateixa època a Pamplona és un recull de refranys populars, probablement de l'entorn de Bilbao, segons Joseba Lakarra. Les cartes personals i altres texts manuscrits o actes de testimonis en judicis es consideren d'un valor preuadíssim, com rars testimoniatges del basc parlat en aquells segles. Entre la correspondència personal destaca la de fra Juan de Zumárraga, primer bisbe de Mèxic, que al 1537 escriu a la seua família una carta redactada en dialecte biscaí i en castellà. Per la seua importància, aquesta carta ha estat publicada per la revista Euskera, òrgan oficial de l'Euskaltzaindia. És el text basc en prosa més llarg conegut anterior als primers llibres en èuscar.
El primer llibre conegut s'imprimí al 1545, amb el títol Linguae Vasconum Primitiae (Primícies de la llengua dels bascs), signat pel sacerdot baixnavarrés Bernart Etxepare. És una col·lecció de poemes de tema eròtic, autobiogràfic i religiós. Dedica també versos al basc, i l'autor és conscient que el seu és el primer intent de portar la seua llengua a la impremta. En el seu poema Kontrapas diu:
| « | Berce gendec vstà çuten Ecin scriba çayteyen Oray dute phorogátu Enganatu cirela. Heuscara Ialgui adi mundura. | Otras gentes creían Que no se te podía escribir Ahora han demostrado Que se estaban engañando Euskera, Sal al mundo. | » |

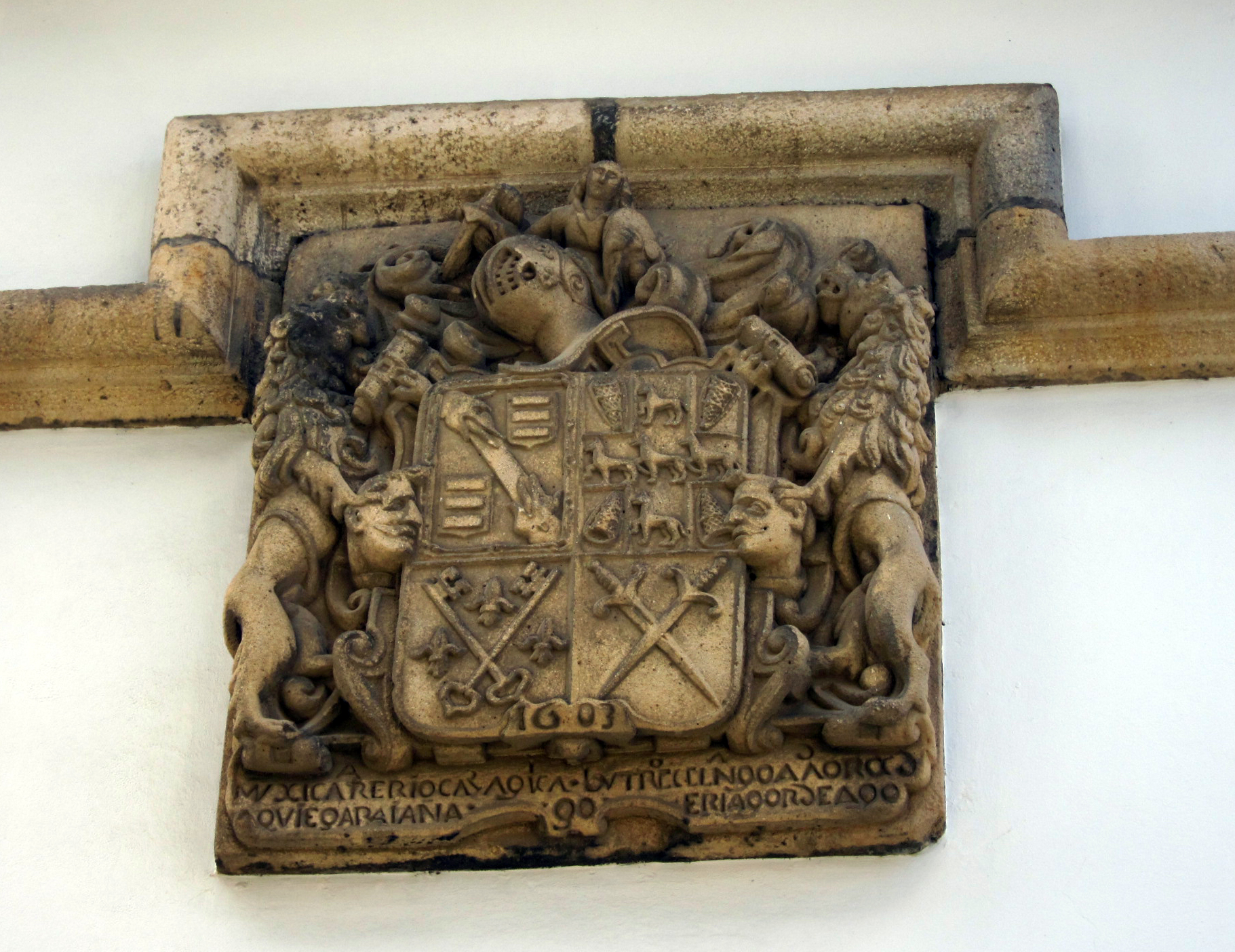
Escut amb inscripció datada del 1603, a Plencia

Entre 1564 i 1567 Joan Perez de Lazarraga escriu un manuscrit, compost per 106 pàgines. Hi trobem poesies i novel·la pastoril renaixentista.
La següent obra coneguda és una traducció del Nou Testament (Iesu Christ Gure Iaunaren Testamentu Berria), encarregada per la reina de Navarra Joana III al ministre calvinista Joannes Leizarraga, publicada al 1571 a La Rochelle.
La Contrareforma comportà una nova «política lingüística» per part de l'Església catòlica. Així doncs, es traduïren catecismes i altres obres cristianes. Al s. XVII a Iparralde hi ha un grup d'escriptors, hui anomenat «l'escola de Sara», que basant-se en la parla de la costa de Lapurdi (zona de gran importància econòmica) desenvolupa un model literari per a l'èuscar. El major exponent d'aquests escriptors és Pedro de Axular.
A Euskal Herria a partir del s. XVII també apareixeran llibres impresos, consagrant l'ús literari dels dialectes biscaí i guipuscoà primer, i de la resta amb l'esdevenir dels segles. Inicialment, al segle xviii, aquesta tasca literària es limita a traduccions mediocres de texts religiosos, tot i que Agustín Kardaberaz destaca per la qualitat de la seua obra religiosa i retòrica.

#### Literatura clàssica
Deixant de banda aquests antecedents, junt amb altres manuscrits trobats al s. XX, el que podria considerar-se el primer clàssic de la literatura basca és l'obra ascètica Gero (‘Després') del també sacerdot Pedro de Agerre Azpilikueta, escrita en «labortà clàssic» i impresa per primera vegada l'any 1643 a Pau. La seua prosa es pren com a model del bon escriure entre els escriptors al nord i al sud dels Pirineus. Manuel de Larramendi es refereix a Axular com a mestre.
Fins a molt tard els escriptors laics en foren una excepció i la majoria d'obres impreses eren de tema religiós, sobretot traduccions de doctrines i catecismes, hagiografies i alguns tractats teologicofilosòfics. Entre les obres que tracten temes profans hi ha gramàtiques, apologies (que pretenien demostrar la puresa i perfecció de la llengua dels bascs, tot i que quasi totes s'escrigueren en espanyol), antologies de refranys i poemes, a més d'obres del teatre tradicional basc o pastorals.
Al s. XVIII, un dels grans dinamitzadors culturals i polítics d'Euskal Herria és el jesuïta Manuel de Larramendi (1690-1766), autor d'una gramàtica i un diccionari basc. La seua influència fixa un abans i un després en la literatura basca. Esmenà els manuscrits de molts escriptors de la seua època abans d'imprimir-los, i se'l pot considerar un dels referents del seu temps.

#### Època moderna
En la segona meitat del s. XIX, la derrota en les Guerres Carlines i els canvis que s'estaven produint en la societat provocaren certa preocupació sobre el futur de la llengua, la qual cosa motivà la fundació d'associacions com la Societat Euskara de Navarra, la celebració de certàmens literaris i jocs florals i l'aparició de les primeres publicacions en basc. La lingüística europea s'hi comença a interessar i estudia la llengua de manera científica. Va florir la literatura i els folkloristes i musicòlegs volen recuperar la tradició oral. Al 1918 es funda la Societat d'Estudis Bascs-Eusko Ikaskuntza amb el patrocini de les quatre diputacions basconavarres i, un any després, l'Euskaltzaindia.
Per contra, alguns intel·lectuals bascs de l'època com Miguel de Unamuno y Jugo cridaven a acceptar amb dolor i resignació la mort del basc, llengua amb què —segons ell— no es podien transmetre idees abstractes.
Els majors defensors de la llengua van ser els sectors foralistes, tradicionalistes i sobiranistes.
Entre 1848 i 1936, es produeix l'anomenat euskal pizkundea o renaixement basc, quan es troba la poesia cultista d'autors com Nicolás Ormaetxea Orixe, Xabier de Lizardi o Esteban Urkiaga Basaraz Lauaxeta, impregnada de l'estil dels poetes simbolistes. La Guerra civil franquista i el seu desenllaç posposaren aquesta etapa de maduració literària i sociopolítica.
La identificació del basc amb la vida rural i, per tant, amb una idealitzada Arcàdia basca, tan atractiva per a molts bascs, es perllonga fins al relleu generacional dels anys cinquanta i seixanta. És aleshores quan en un ambient d'efervescència cultural i política, l'èuscar comença a sentir-se en boca de joves universitaris i en ambients urbans.
El basc encara era parlat per la majoria dels habitants de la zona del nord d'Euskal Herria immediatament abans de la industrialització. Segons les dades de 1866-1868 que aporta Ladislao de Velasco, el parlaven 170.000 dels 176.000 habitants de Guipúscoa (140.000 habitualment), 149.000 dels 183.000 biscaïns (dels quals 6.000 eren estrangers i 28.000 vivien al districte de Valmaseda-Encartaciones, on el basc desaparegué a la fi del s. XVIII i principis del XIX, amb el final de la Primera Guerra carlina), 12.000 dels 120.000 alabesos, 60.000 dels 300.000 habitants de la Navarresa castellana i 80.000 dels 124.000 habitants d'Iparralde.

### Obres i autors destacats
- Bernat Dechepare: Linguae Vasconum Primitiae

- Arnaud Oihenart
- Pedro de Agerre Azpilikueta (Axular): Gero
- Bernardo Atxaga: Obabakoak
- Xabier Amuriza
- Andoni Egaña
- Arantxa Urretabizkaia: Zergatik Panpox
- Evaristo Bustinza (Kirikiño): Abarrak
- Eusebio Erkiaga: Parnasorako Bidea.
- Esteban Urkiaga (Lauaxeta)
- José Manuel Etxeita
- Joseba Sarrionandia
- Xabier Gereño
- Juan Antonio Mogel Urkiza: Peru Abarka
- Mikel Zárate
- Karlos Santisteban
- Ramón Saizarbitoria: Ehun metro
- Gabriel Aresti: Harri eta herri
- Unai Elorriaga: SPrako tranbia
- Lourdes Oñederra

### Lingüística basca
- Manuel de Larramendi

- Manuel Agud
- Juan Pérez de Lazarraga
- Resurrección María de Azkue
- Toribio Etxeberria
- Louis-Lucien Bonaparte
- René Lafon
- Koldo Mitxelena
- Antonio Tovar Llorente
- Larry Trask
- Michel Morvan
- John Bengtson
- Jean-Baptiste Orpustan